# チャルガ
チャルガ（ブルガリア語:Чалга / Chalga）はブルガリアの音楽のジャンル。各種のバルカン半島の音楽に影響を受け、ロマ音楽、トルコ音楽などの要素をミックスした流行音楽である。ポップ・フォークとも呼ばれる。ギリシャやトルコ、そしてセルビアをはじめとする旧ユーゴスラビア諸国の音楽をアレンジしたカヴァー曲も多い。

## 歴史
「チャルガ」という語は、トルコ語で「演奏」や「音楽」を意味する「チャルグ」 (çalgı) という言葉に由来する。トルコ語で「音楽家」を意味する「チャルグジュ」 (çalgıcı) という言葉に由来するブルガリア語の「チャルガジヤ」 (Чалгажия、Chalgazhiya) とは、自分自身の独自のスタイルを加えた演奏や歌唱をする音楽家をさす。彼らは、楽譜を読めない者でも、自身の記憶に基づいてカヴァルなどを演奏する。パーティーや結婚式で演奏されるこうした音楽がチャルガの土台となっている。

## 共産党支配下で
共産党の支配下となった冷戦時代、ブルガリアではチャルガは好ましくない音楽とみなされた。チャルガには共産主義に向かって前進するような要素はいとされ、1980年代の共産党の指導者トドル・ジフコフによって、トルコや西アジアからの要素を含むチャルガよりも、「純粋でスラヴ的、国粋的」な音楽が好ましいとされた。また、激しく腰を振り、好色的な歌詞も少なくないチャルガは退廃的、非道徳的なものとみなされた。また、チャルガはロマ音楽の要素を強く受け、ロマ (ジプシー) によって発展してきた側面から、ロマに対する差別意識がこうしたチャルガに対する圧迫の背景にあったともいわれている。
ブルガリアでチャルガに対する圧力の強かった時代、隣国ユーゴスラヴィアは東側陣営に属さず、より自由度の高い独自の社会主義体制がしかれており、そのため同国ではチャルガ同様の音楽ターボ・フォークが大きく発展をとげた。多くのブルガリア人は隣国から流れてくるターボ・フォークのラジオに耳を傾けた。
ギリシャでは、アナトリア半島のギリシャ人を中心に発達したメロス (Melos) とよばれる伝統音楽が現代化してライコーという音楽が誕生した。ライコーと関連の深い音楽には、Orkester Kristal などに代表される初期のブルガリアのチャルガと類似性の高いものもある。トルコのアラベスク音楽は土着の伝統音楽と中近東からの影響をミックスした音楽で、1960年ごろ成立した。

## 共産党体制崩壊後
1989年、ジフコフ体制は崩壊し、文化に対する統制の時代が終わった。それまで弾圧されていた音楽が芽生えはじめ、チャルガはその息を吹き返した。チャルガは公然とマスメディアにも登場するようになり、それまで密かに活動していたミュージシャンたちが注目を浴びるようになった。
初期の頃の代表的な歌手はOrkester Kristal の歌手トニ・ダチェヴァ、そして続いて「チャルガの母」とよばれるグロリア、デシ・スラヴァ、イヴァナなどの歌手たちが現れた。パイネルはこのジャンルの音楽を大量にリリースし続けるブルガリアの大手のレコード会社にまで成長した。

## 21世紀以降
2000年頃からチャルガの人気は次第により現代的なポップ・フォークや、ギリシャ、セルビアなどの音楽、そしてウスタタやウプスルト (Upsurt) 、ミショ・シャマラ (Misho Shamara) などに代表されるヒップホップなどに取って代わられたとも言われているが、ソフィアやヴァルナなどのナイトクラブ、そしてテレビで放送される多くのビデオクリップには、チャルガは頻繁に登場する。

## ブルガリアでの扱い
チャルガとブルガリアのポップ・ミュージックとの境界線は曖昧で、ダンス・クラブやパブなどでも頻繁に聞くことができる。チャルガはうまく伝統音楽を流行音楽に取り込んだ例であり、多くの人々から支持されている一方で、明確にチャルガを嫌う人々も少なくない。それは主にチャルガが外国からの要素やロマの要素を多く含むこと、そして性的な内容の歌詞を含むことなどによると考えられる。